# Uników Poduchowny
Uników Poduchowny – wieś w Polsce, położona w województwie łódzkim, w powiecie sieradzkim, w gminie Złoczew. Wchodzi w skład sołectwa Uników.
| SIMC    | Nazwa      | Rodzaj    |
| ------- | ---------- | --------- |
| 0722785 | Szlachecka | część wsi |

W latach 1975–1998 miejscowość administracyjnie należała do województwa sieradzkiego.